# Рахш

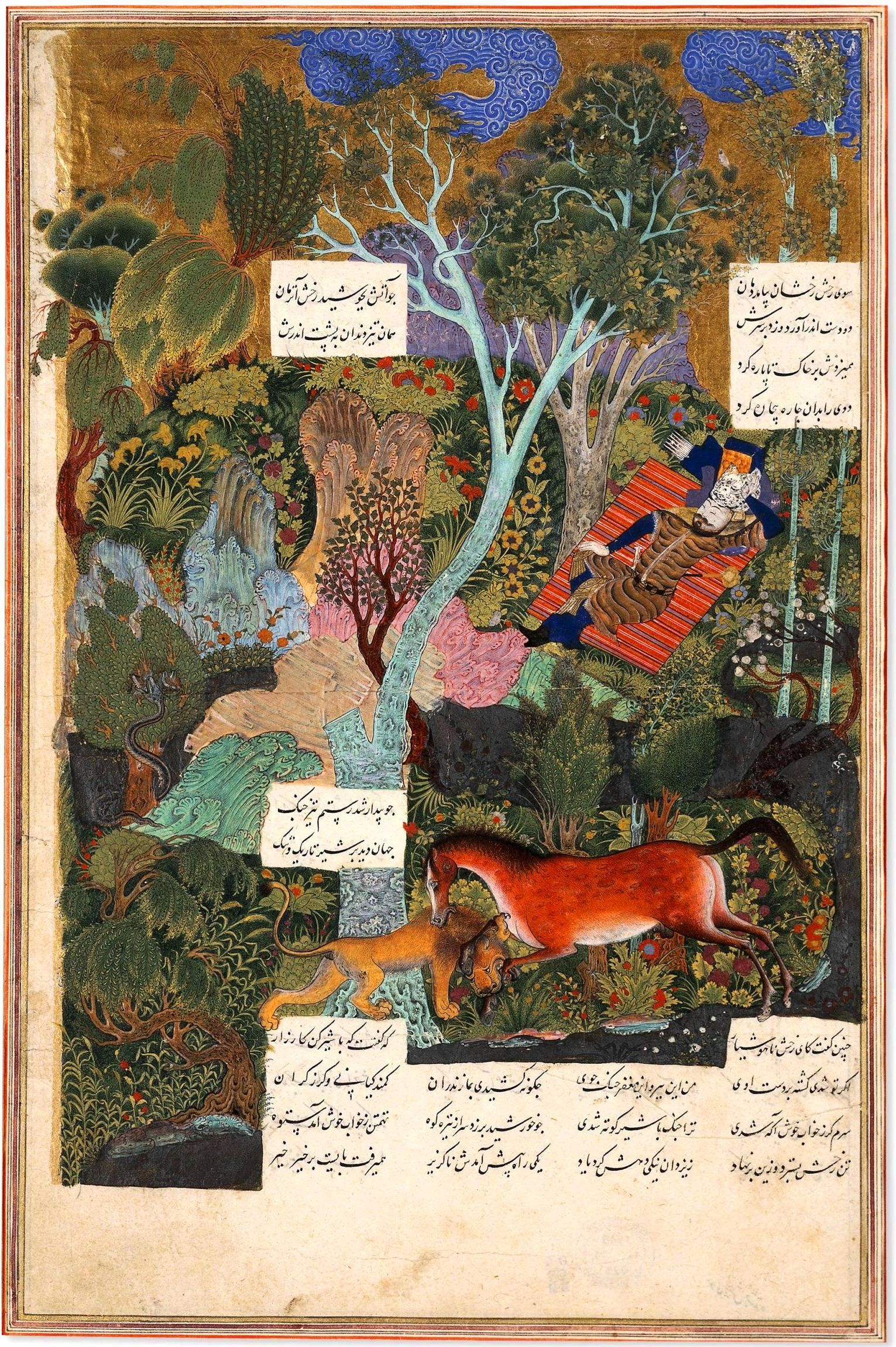
Рустам спит, а его конь Рахш отгоняет льва. миниатюра — 1515-22 г. (Шахнаме шаха Тахмаспа)

Рахш (перс. رخش‎‎ — «свет», «сияние») — в персидском эпосе Шахнаме, богатырский конь Рустама.
Рахш описывается как могучий жеребец с плечами льва, который имеет силу слона. Он очень умный, и его преданность легендарна. Никто, кроме Рустама, никогда не ездил на Рахше, и Рахш не признавал никого кроме Рустама. Кроме того, он — единственный конь, которого когда-либо имел Рустам, потому что он один выдерживает его тяжесть, так как его великая сила и вес убивали других лошадей. Цвет Рахша описывается как «розовые листья, подобно, разбросанные на шафрановой почве», и это впервые отмечено Рустамом среди стад коней, привезенных из Забулистана и Кабула.
Из-за божественной силы, защищающей Рустама, Рахш живёт необычайно долгой жизнью. Рустам и Рахш умирают из-за предательства сводного брата Рустама, коварного Шагада.
В согдийском тексте о Рустаме (V век) Рахш описывается как верный друг и помощник Рустама, он будит Рустама при приближении врагов. Согласно «Шахнаме» во время похода Рустама в Мазендеран, когда он спал Рахш убивает дикого льва, чтобы защитить его.
Образ Рахша вошёл в таджикские и персидские сказки. Так, лошади богатырей в грузинской традиции — раши, считались потомками Рахша.